# Ole Forfang
Ole Forfang, né le 22 mars 1995 à Oslo, est un coureur cycliste norvégien.

## Palmarès
- 2013
  - 3e du championnat de Norvège sur route juniors
  - 6e du championnat du monde du contre-la-montre juniors
- 2014
  - 3e étape de l'U6 Cycle Tour
- 2016
  - 1re étape du ZLM Tour (contre-la-montre par équipes)
- 2019
  - Tour de Normandie :
    - Classement général[1]
    - 4e étape

## Classements mondiaux
| Année           | 2016   | 2017 | 2018 | 2019 |
| --------------- | ------ | ---- | ---- | ---- |
| UCI Europe Tour | 1 046e | 955e |      | 599e |